# 珠饰品

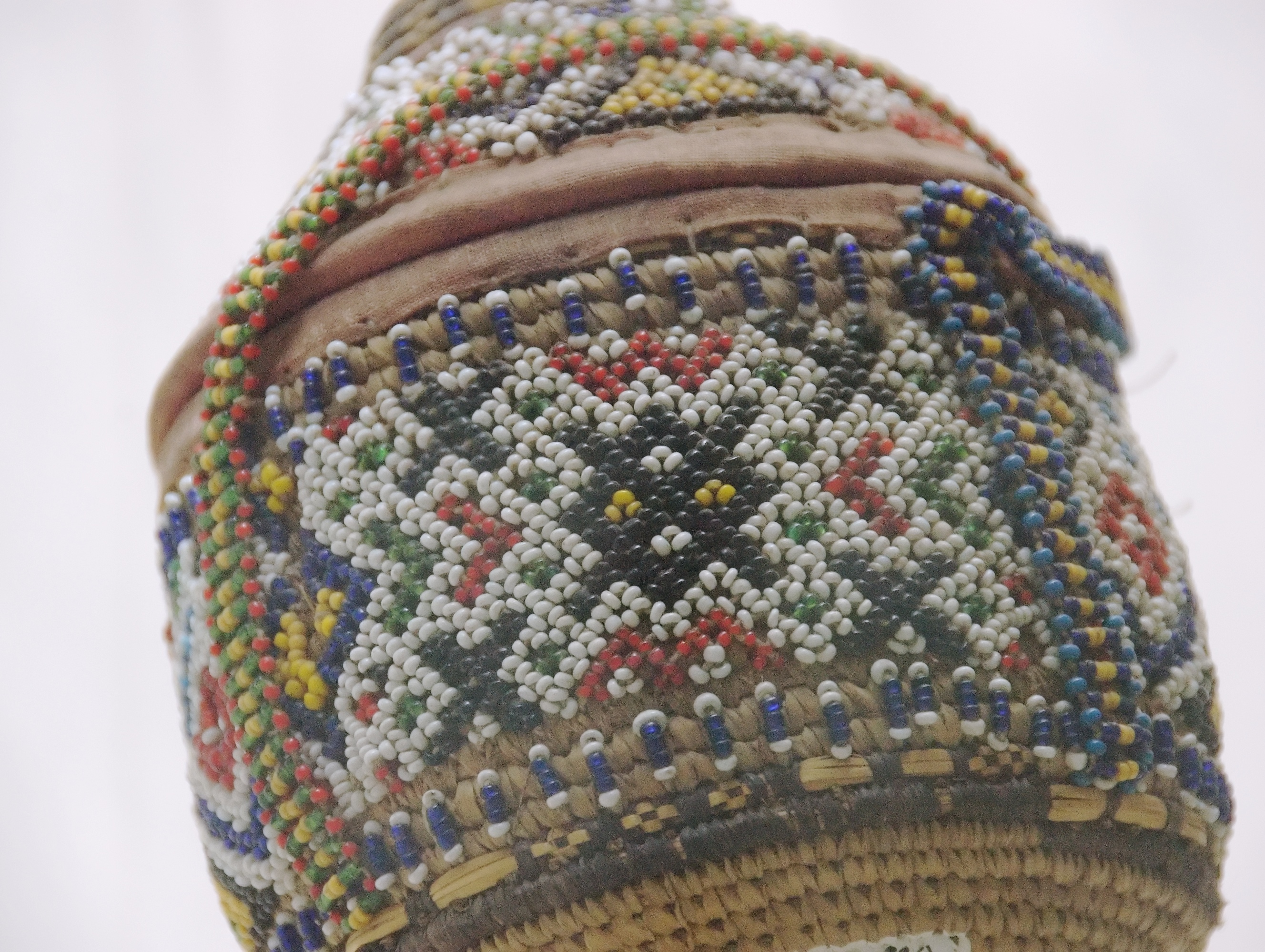
埃塞俄比亚的篮子珠饰品，来自国家博物馆的民族艺术藏品，亚的斯亚贝巴

珠饰细工是一种艺术或者说是一种工艺，即将珠子用缝衣針或串珠针以及线或细金属丝串起成型或者缝到布料上去的工艺。  所用珠子制材不同，形状大小不一。这些珠子可以用来做珠寶或者其他个人装饰品；也可以做成珠帘，雕塑等等其他许多工艺品。
珠饰品工艺大致分为机织珠和手织珠，线串珠，珠绣，钩针织珠以及珠子编织。
在大多数文化中，珠子都是用来做个人装饰品的。据考古文献记载，人类制作和使用珠子的历史已有5000年之久。珠子还被用作信仰之物，比如当作護身符和治疗药。

## 现代串珠工艺
现代串珠工艺通常被当作一项创意类的興趣——用珠子制作珠寶，手袋，杯垫以及其他数十种工艺品。可选用的珠子造型各异，大小不等，颜色多样，用材不一，而不同的珠饰制作者与创意造就了千姿百态的珠饰品。简单的珠饰品一个新手不到一小时就能完成，但是复杂的珠饰品可能需要特制的工具和器材以及数星期一丝不苟地工作。

## 古代串珠工艺

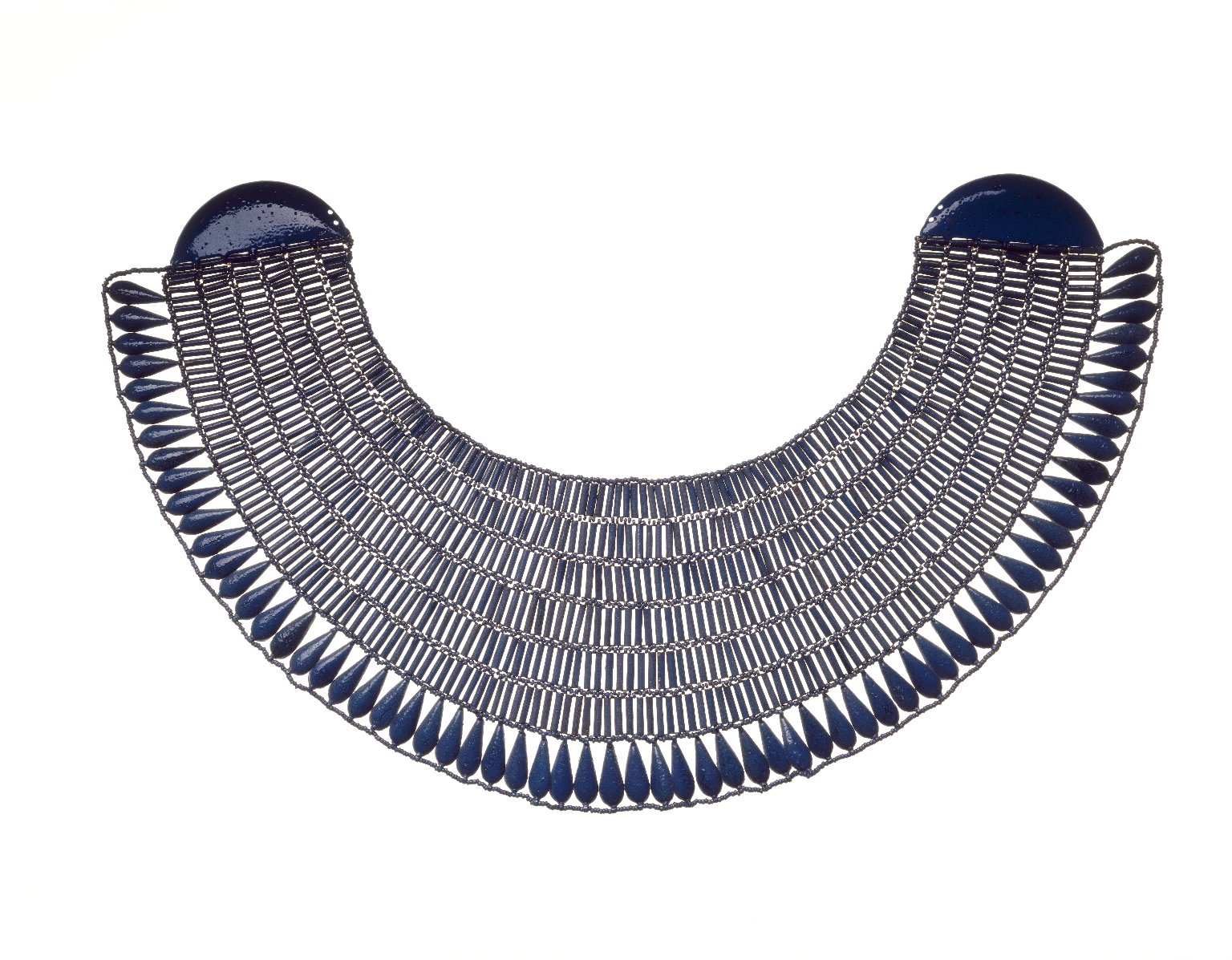
宽领，约公元前1336-1327年.公元前1327-1323年或公元前1323-1295年.布鲁克林博物馆。

彩陶是由粉末状的粘土和石灰，碳酸水和硅石混合而成。将这些材料与一点点水混合成浆状，绕着一根小木棍或一些稻草塑形。这时便可以烧制成珠子了。随着珠子温度升高，碳酸沙水和石灰融化成玻璃质，合成并覆盖在黏土上。最终形成表面覆青釉的坚硬珠子。
这项技术最开始出现在美索不达米亚，之后传入埃及。但是，将这项技术变成自己的艺术形式的是埃及人。自第一代王朝纳尔迈王朝（公元前3100年）到末代王朝托勒密王朝（公元前33年）以至今日，彩陶珠的制法都未曾变过。
这种珠子先于玻璃珠出现，可能是玻璃的前身。如果少一些粘土，多一些石灰，火力再大一些，制成品就成了玻璃。事实上，一些早期的管状彩陶珠一端是陶，另一端是玻璃。很明显，珠子受热不均。
这些受热不均的珠子在早期便被注意到了，人们也做了实验，但一开始发展的很慢。在保守的农业社会，新想法需要长时间铺垫才会被接受。最开始的改变便是通过加入金属盐来给陶珠上色。在第十八代王朝初（公元前1850年），彩陶制作和玻璃制作已经分化成了两项不同的工艺。
彩陶珠有两种基本形状：扁平的盘状和细细的管状。虽然大小和颜色有差别，但是这两种形状却是在考古记录上（从最早的遗址到今日）一直存在的。其他常见的形状有：金龟子状，球状还有用在项链和手链末端的特殊形状。
为何彩陶珠如此普遍呢？因为它们比石珠便宜，所需劳力也少。除了个人装饰和日常使用外，这些珠子还结成珠网覆在木乃伊上。大多数的考古样品都是来自墓中。
早在旧王朝（大约公元前2670 - 2195），埃及的工匠便热衷于神明，国王和凡人的塑像带上模塑的管状或泪滴状珠子做成的宽领。这些珠子做的宽领可能是以花朵为原型的。在古语里这种领被叫作wesekh，意为“宽状的那种” 

## 3D串珠工艺

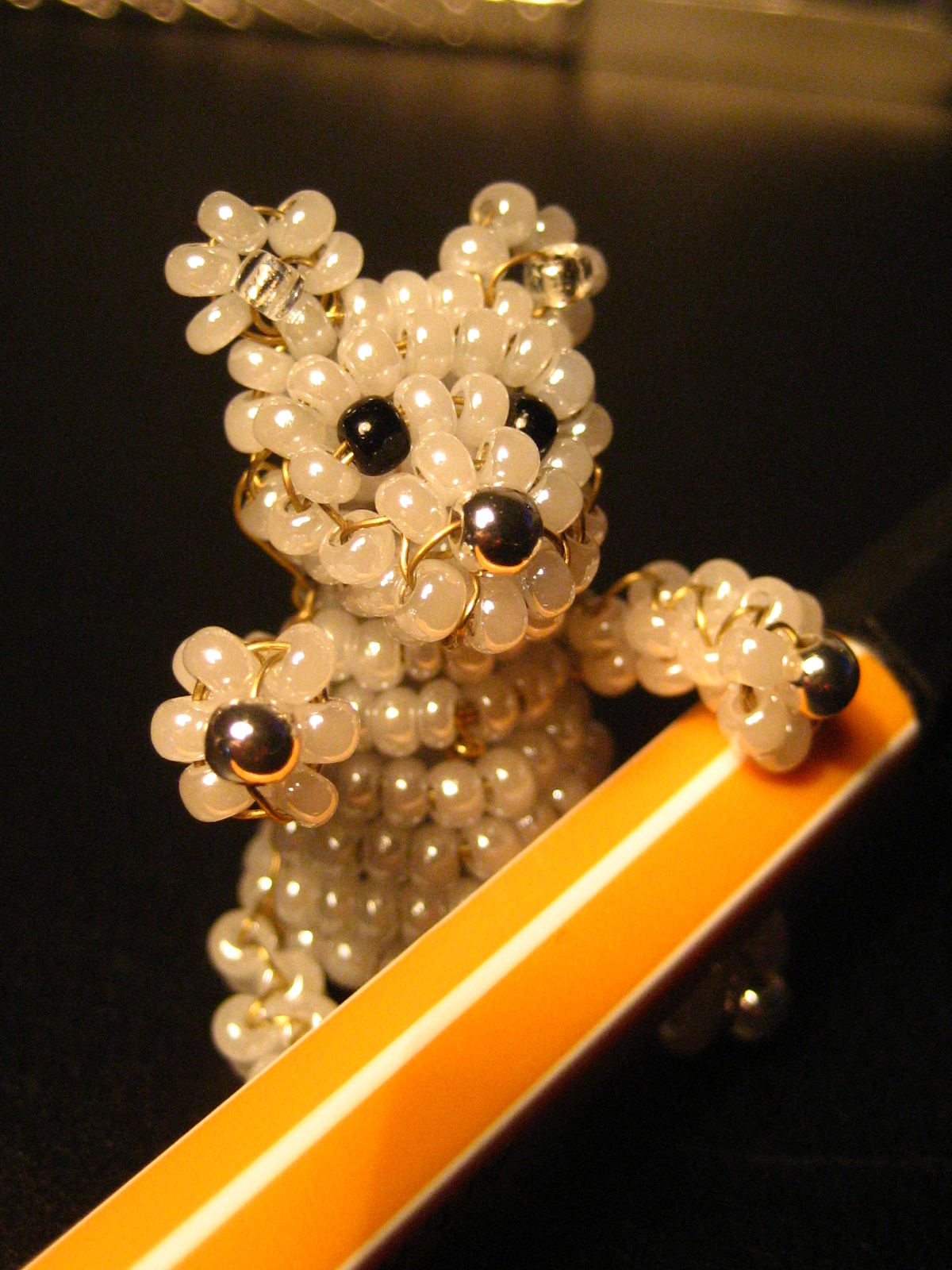
种子珠做的冰熊

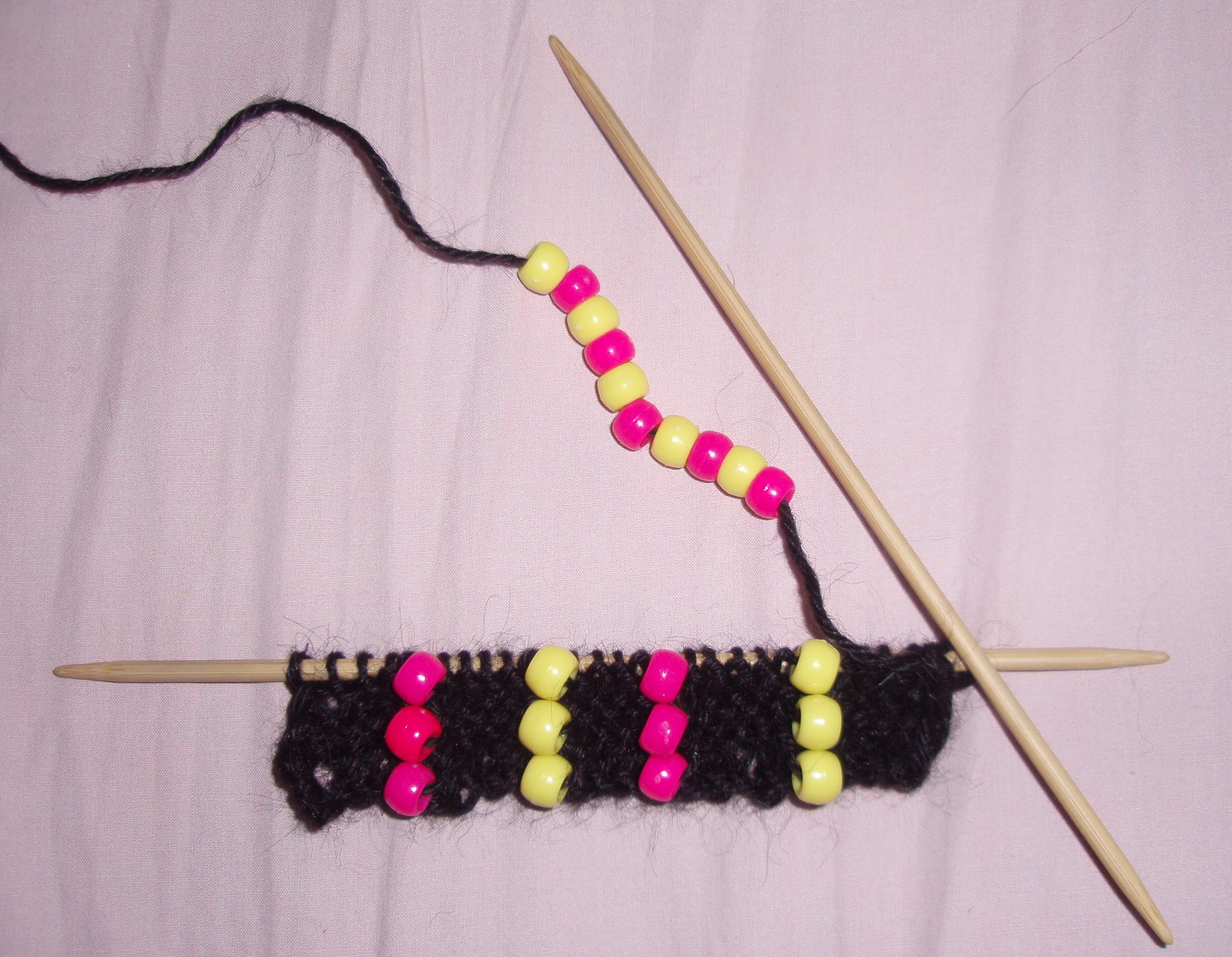
用双尖头的棒针编织针珠子编织

用2D图纸描绘出3D的串珠工艺品，对于图纸设计者来说是个挑战。
3D串珠运用的主要是串珠编织的工艺，进一步可以分为直角编织和仙人掌针。大多数的3D串珠图纸运用的是直角编织，但有时在同一片会同时运用两种技术。串珠所用的线可以是钓鱼线（最受欢迎的品牌是：火线）也可以是尼龙线（最受欢迎的品牌是：尼莫）。钓鱼线在使用直角编织时效果更好，因为它比尼龙线硬挺，能让珠子排列的更紧密，用力拉拽也不容易断。另一方面，尼龙线更适合仙人掌针，它比钓鱼线软，更易塑性，能使编制中的珠子排列整齐，而不至于因为过度的拉力使珠子易位。直角编织是由两头钓鱼线完成的，珠子按照重复的圆圈编织，每一个圆圈完成时，就拉紧钓鱼线。仙人掌针编织只需要一头尼龙线。线的一端就留在开端，另一端编织。在仙人掌针法里，珠子编织成片的方式很像针织和交叉缝合。事实上，使用交叉缝合技术的图纸用在串珠编织的仙人掌针法里是不常见的。仙人掌针法的图纸很容易绘出，因为它们多是缝成片状，然后合成一片，或者简单的就是一幅挂毯。直角编织更适用于3D编织，但仙人掌针法的优势在于能使珠子衔接紧凑，这一点有时在准确完成3D作品时很必要。

## 欧洲珠饰品
欧洲的珠饰品历史可以追溯到千年前，那时贝壳和动物的骨头被做成珠子串成项链。
十四世纪末期，在穆拉诺，玻璃珠子被做了出来。16世纪出现了法式珠花，18世纪发明了玻璃灯饰。种子珠开始用于刺绣，钩针编织等众多的手织工艺。

## 美国土著珠饰品

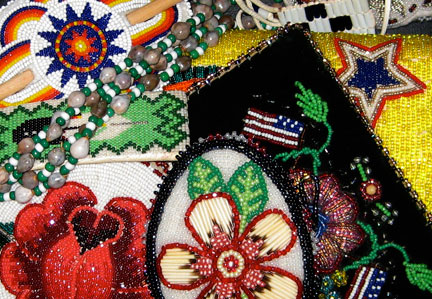
当代美国土著珠饰品样品

珠饰品是美国土著典型的艺术形式，但讽刺的是，所用的珠子却来自于欧洲和亚洲。玻璃珠子在美国的使用已有了5个世纪之久。如今，形式各样的串珠艺术正在兴起。
在五大湖，乌尔苏拉会的修女们将花朵图案传入部落，土著们很快就将图案应用到了珠饰细工上。 五大湖部落以子弹带包闻名，制作时间长达一年之久。 30世纪时的高原部落，例如內茲佩爾塞人，改良了珠饰品的勾边造型，使缝好的一行珠子与如画般的图案相得益彰。平原部落都是串珠工艺大师，乃至今日男女的舞会服饰都以风格多样的珠饰为特点。平原部落和高原部落以珠编马饰闻名，而近北极的部落，例如甸尼族，编织奢华的珠编花朵狗毯子。 东方的部落有着全然不同的珠饰审美：因努族，米克马克族和皮那布斯高族以白色珠子做的对称卷状，称为“双曲”的饰品闻名。 易洛魁族也以“浮珠”珠编闻名，即将线拉紧使得珠子浮于表面，形成浅浮雕的图案。塔米·拉赫尔便是此艺的当代继承人。祖尼族的艺人们已经将传统的三维串珠雕塑发展了起来。

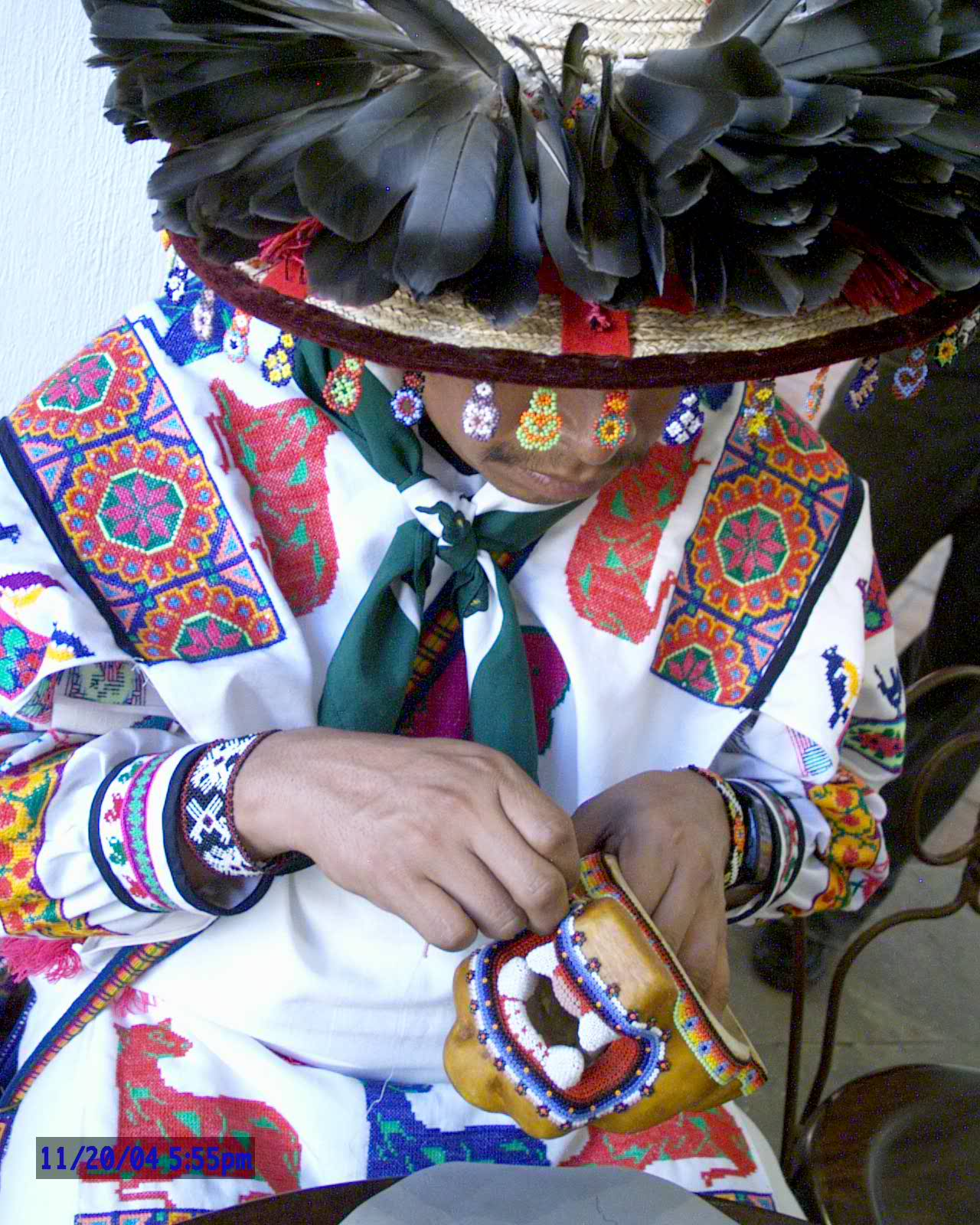
慧桥珠艺，马里奥·杰瑞德·贝伟德摄

墨西哥哈利斯科州和那亚里特州的慧桥族印第安人在珠饰细工上另辟蹊径。他们将珠子一个一个贴在涂上松香和蜂蜡混合物的木头或葫芦上。
大多数的土著珠饰品都是供给部落用的，但也有为艺术界创造观赏作品的珠饰工艺家。理查德·阿提逊（基欧瓦-阿帕奇族人）凭借他的全珠饰木板框架作品而出名，深受印第安和非印第安观众的喜爱。
另一位基欧瓦族的珠饰工艺家 ，提瑞·格利福斯，凭借他有意糅合了传统和现代图案的珠饰品（例如穿着匡威高帮鞋的串珠做成的舞者）赢得了最高的荣誉。格利福斯还在鹿皮鞋上缝珠子，并在探索战争和美国土著选举权的主题。
马库斯·阿莫曼，喬克托族，当代最有名的珠饰艺术家，是高仿真串珠肖像运动的先驱者。 从19世纪的部落领袖到流行偶像如珍妮·杰克逊和波姬·小丝，都是他作品中的形象。
罗格·阿莫曼，马库斯的哥哥，以及玛莎·贝利（切羅基人），大力复兴了东南部的珠饰细工，这种珠饰风格曾一度因部落被迫迁往印第安领土而失传。他们的珠饰品通常以用白色珠子勾边为特色，与东南部部落在美洲发现之前所用的贝壳做的珠子和珍珠相似。
杰米·奥库马（路易希诺族-休休尼-班诺克族人）凭借她的珠编娃娃赢得了最高奖项，这些娃娃有以整个家庭为内容的，也有以马匹和骑马者为内容的，皆着全珠编的服饰。她所用的威尼斯珠子可以小到22号，大约是一粒沙的大小。 胡安妮塔·贾楼莹·桑德·福格蒂，朗达·霍利·贝尔以及夏琳·霍利·贝尔都是杰出的珠编娃娃工艺师。